# Alberto Pirrongelli
Alberto Álvarez Pirrongelli (Mérida, España, 1942- Madrid, España, 2022) fue un pintor y cartelista español, integrado desde sus orígenes en la escuela del mural cinematográfico y el trampantojo en el muralismo decorativo grandes fachadas.

## Biografía
Nacido en 1942 en Mérida, pasó su infancia en Don Benito (Badajoz), donde realizó sus estudios artísticos en la Escuela de Artes y Oficios de la localidad, bajo la enseñanza del pintor extremeño Julio Aparicio.
A los 13 años dibujó, sobre una sábana, su primer cartel cinematográfico, que el propietario del cine Rialto de Don Benito utilizó como publicidad en su fachada, logrando que le contratara de inmediato como cartelista. Con 17 años, se trasladó a Madrid para trabajar en el taller de David Huelmo. En algunos medios se le considera el último cartelista en activo de los cines madrileños, destacando sus trabajos para los cines de la Gran Vía de Madrid, artesanía que la impresión digital sobre lonas de grandes tamaños ha llevado a su extinción en la práctica. La alternativa de Pirrongelli en pintura artística, tanto para interiores como para exteriores, fue asociarse con Sanca, una empresa de comunicación. Su trabajo más reciente es la decoración mural de la iglesia de San Pedro en Navalcarnero y otros espacios de esa localidad.
Falleció el 1 de diciembre de 2022, en Madrid, debido a un accidente cardiovascular.

## Obra
A partir de su experiencia en el cartelismo cinematográfico y trabajando con la técnica del temple, fabricándose sus propios colores con pigmentos vegetales y cola, Pirrongelli se ha especializado en el trampantojo («trompe-l'oeil»), creaciones visuales que llegan a engañar a la vista jugando con la perspectiva y otros efectos ópticos. Con esta técnica ha decorado fachadas de edificios en Madrid, como las de la plaza de Puerta de Moros, el Colegio de la Paloma, o las calles de la Montera y La Sal, todas ellas en Madrid.
También ha trabajado en decoración de interiores y arte religioso para ermitas y capillas de Navalcarnero localidad de la Comunidad de Madrid que concentra la mayor parte de su obra.